# Campeonato NORCECA de Voleibol Femenino Sub-20 de 2010
La 'VIII edición del Campeonato NORCECA de Voleibol Femenino Sub-20 de 2010' se llevó a cabo en México del 03 al 11 de julio. Los equipos nacionales compitieron por tres cupos para el Campeonato Mundial de Voleibol Femenino Sub-20 de 2011 a realizarse en Perú.

## Grupos
| Grupo A              | Grupo B           | Grupo C        |
| -------------------- | ----------------- | -------------- |
| Canadá               | Cuba              | El Salvador    |
| Costa Rica           | Puerto Rico       | Guadalupe      |
| República Dominicana | Trinidad y Tobago | México         |
|                      |                   | Estados Unidos |

## Primera fase

### Clasificación
| Pos | Equipo               | PJ | PG | PP | SG | SP | PTS |
| --- | -------------------- | -- | -- | -- | -- | -- | --- |
| 1   | República Dominicana | 2  | 2  | 0  | 6  | 1  | 4   |
| 2   | Canadá               | 2  | 1  | 1  | 4  | 3  | 3   |
| 3   | Costa Rica           | 2  | 0  | 2  | 0  | 6  | 2   |

#### Resultados
| Fecha    | Encuentro                         | Resultado | Set   | Set   | Set   | Set   | Set | Puntuación total |
| Fecha    | Encuentro                         | Resultado | 1     | 2     | 3     | 4     | 5   | Puntuación total |
| -------- | --------------------------------- | --------- | ----- | ----- | ----- | ----- | --- | ---------------- |
| 05-07-10 | Costa Rica - Canadá               | 0-3       | 24-26 | 18-25 | 21-25 |       |     | 63-76            |
| 06-07-10 | República Dominicana - Costa Rica | 3-0       | 25-12 | 25-08 | 25-06 |       |     | 75-26            |
| 07-07-10 | Canadá - República Dominicana     | 1-3       | 25-17 | 12-25 | 18-25 | 23-25 |     | 78-92            |

### Clasificación
| Pos | Equipo            | PJ | PG | PP | SG | SP | PTS |
| --- | ----------------- | -- | -- | -- | -- | -- | --- |
| 1   | Cuba              | 2  | 2  | 0  | 6  | 0  | 4   |
| 2   | Puerto Rico       | 2  | 1  | 1  | 3  | 3  | 3   |
| 3   | Trinidad y Tobago | 2  | 0  | 2  | 0  | 6  | 2   |

#### Resultados
| Fecha    | Encuentro                       | Resultado | Set   | Set   | Set   | Set | Set | Puntuación total |
| Fecha    | Encuentro                       | Resultado | 1     | 2     | 3     | 4   | 5   | Puntuación total |
| -------- | ------------------------------- | --------- | ----- | ----- | ----- | --- | --- | ---------------- |
| 05-07-10 | Puerto Rico - Trinidad y Tobago | 3-0       | 25-10 | 25-09 | 25-20 |     |     | 75-39            |
| 06-07-10 | Trinidad y Tobago - Cuba        | 0-3       | 08-25 | 10-25 | 13-25 |     |     | 31-75            |
| 07-07-10 | Cuba - Puerto Rico              | 3-0       | 25-17 | 25-19 | 25-22 |     |     | 75-58            |

### Clasificación
| Pos | Equipo         | PJ | PG | PP | SG | SP | PTS |
| --- | -------------- | -- | -- | -- | -- | -- | --- |
| 1   | Estados Unidos | 3  | 3  | 0  | 9  | 0  | 6   |
| 2   | México         | 3  | 2  | 1  | 6  | 3  | 5   |
| 3   | El Salvador    | 3  | 1  | 2  | 3  | 7  | 4   |
| 4   | Guadalupe      | 3  | 0  | 3  | 1  | 9  | 3   |

#### Resultados
| Fecha    | Encuentro                    | Resultado | Set   | Set   | Set   | Set   | Set | Puntuación total |
| Fecha    | Encuentro                    | Resultado | 1     | 2     | 3     | 4     | 5   | Puntuación total |
| -------- | ---------------------------- | --------- | ----- | ----- | ----- | ----- | --- | ---------------- |
| 05-07-10 | México - Guadalupe           | 3-0       | 25-06 | 25-11 | 25-08 |       |     | 75-25            |
| 05-07-10 | Estados Unidos - El Salvador | 3-0       | 25-08 | 25-04 | 25-07 |       |     | 75-19            |
| 06-07-10 | Guadalupe - Estados Unidos   | 0-3       | 08-25 | 07-25 | 06-25 |       |     | 21-75            |
| 06-07-10 | El Salvador - México         | 0-3       | 13-25 | 07-25 | 08-25 |       |     | 28-75            |
| 07-07-10 | Guadalupe - El Salvador      | 1-3       | 26-28 | 25-22 | 22-25 | 20-25 |     | 93-100           |
| 07-07-10 | México - Estados Unidos      | 0-3       | 19-25 | 16-25 | 23-25 |       |     | 58-75            |

## Fase final

### Final 1º y 3º puesto
|  | Cuartos de final      | Cuartos de final |                        |                        | Semifinales          | Semifinales |  |  | Final                 | Final |
|  |                       |                  |                        |                        |                      |             |  |  |                       |       |
|  |                       |                  |                        |                        |                      |             |  |  |                       |       |
|  |                       |                  |                        |                        |                      |             |  |  |                       |       |
|  | Cuba                  |                  |                        |                        |                      |             |  |  |                       |       |
|  | 9 de julio – Tijuana  |                  |                        |                        |                      |             |  |  |                       |       |
|  | Directo a Semifinales |                  |                        |                        |                      |             |  |  |                       |       |
|  | Cuba                  | 1                |                        |                        |                      |             |  |  |                       |       |
|  | Cuba                  | 1                | 8 de julio – Tijuana   |                        |                      |             |  |  |                       |       |
|  |                       | Rep. Dominicana  | 3                      |                        |                      |             |  |  |                       |       |
|  | Rep. Dominicana       | Rep. Dominicana  | 3                      | 3                      |                      |             |  |  |                       |       |
|  | Rep. Dominicana       |                  | 10 de julio – Tijuana  | 3                      |                      |             |  |  |                       |       |
|  | Canadá                | 0                |                        |                        |                      |             |  |  |                       |       |
|  | Canadá                | 0                | Rep. Dominicana        | 0                      |                      |             |  |  |                       |       |
|  |                       |                  | Rep. Dominicana        | 0                      |                      |             |  |  |                       |       |
|  |                       | Estados Unidos   | 3                      |                        |                      |             |  |  |                       |       |
|  | Estados Unidos        | Estados Unidos   | 3                      |                        |                      |             |  |  |                       |       |
|  | 9 de julio – Tijuana  |                  |                        |                        |                      |             |  |  |                       |       |
|  | Directo a Semifinales |                  |                        |                        |                      |             |  |  |                       |       |
|  | Estados Unidos        | 3                | Tercer y cuarto puesto | Tercer y cuarto puesto |                      |             |  |  |                       |       |
|  | Estados Unidos        | 3                | Tercer y cuarto puesto | Tercer y cuarto puesto | 8 de julio – Tijuana |             |  |  |                       |       |
|  |                       | México           | 0                      |                        |                      |             |  |  |                       |       |
|  | Puerto Rico           | México           | 0                      | 1                      | Cuba                 | 3           |  |  |                       |       |
|  | Puerto Rico           |                  |                        | 1                      | Cuba                 | 3           |  |  |                       |       |
|  | México                | 3                |                        | México                 | 0                    |             |  |  |                       |       |
|  | México                | 3                |                        |                        | 0                    |             |  |  |                       |       |
|  |                       |                  |                        |                        |                      |             |  |  | 10 de julio – Tijuana |       |
|  |                       |                  |                        |                        |                      |             |  |  |                       |       |

#### Resultados
| Fecha    | Encuentro                             | Resultado | Set   | Set   | Set   | Set   | Set | Puntuación total |
| Fecha    | Encuentro                             | Resultado | 1     | 2     | 3     | 4     | 5   | Puntuación total |
| -------- | ------------------------------------- | --------- | ----- | ----- | ----- | ----- | --- | ---------------- |
| 08-07-10 | República Dominicana - Canadá         | 3-0       | 25-22 | 25-18 | 25-15 |       |     | 75-55            |
| 08-07-10 | Puerto Rico - México                  | 1-3       | 21-25 | 26-28 | 25-23 | 08-25 |     | 80-101           |
| 09-07-10 | Cuba - República Dominicana           | 1-3       | 17-25 | 21-25 | 25-14 | 16-25 |     | 79-89            |
| 09-07-10 | Estados Unidos - México               | 3-0       | 25-19 | 25-14 | 25-14 |       |     | 75-47            |
| 10-07-10 | Cuba - México                         | 3-0       | 25-20 | 25-19 | 25-21 |       |     | 75-60            |
| 10-07-10 | República Dominicana - Estados Unidos | 0-3       | 22-25 | 20-25 | 20-25 |       |     | 62-75            |

## Clasificación final
| Pos | Equipo               |
| --- | -------------------- |
| 1   | Estados Unidos       |
| 2   | República Dominicana |
| 3   | Cuba                 |
| 4   | México               |
| 5   | Puerto Rico          |
| 6   | Canadá               |
| 7   | Costa Rica           |
| 8   | El Salvador          |
| 9   | Trinidad y Tobago    |
| 10  | Guadalupe            |

## Distinciones individuales
| Distinción      | Nombre            | Equipo               |
| --------------- | ----------------- | -------------------- |
| MVP             | Jane Croson       | Estados Unidos       |
| Mejor Anotadora | Ana Yorkira Binet | República Dominicana |
| Mejor Ataque    | Jane Croson       | Estados Unidos       |
| Mejor Bloqueo   | Haleigh Hampton   | Estados Unidos       |
| Mejor Servicio  | Marisha Herbert   | Trinidad y Tobago    |
| Mejor Armadora  | Gabriela Reyes    | República Dominicana |
| Mejor Recepción | Brenda Castillo   | República Dominicana |
| Mejor Defensa   | Brenda Castillo   | República Dominicana |
| Mejor Líbero    | Brenda Castillo   | República Dominicana |

| Predecesor: México 2008 | Campeonato NORCECA de Voleibol Femenino Sub-20 México 2010 | Sucesor: Nicaragua 2012 |